# یولیا پلیاچیکینا
یولیا پلیاچیکینا (روسی: Юлия Сергеевна Полячихина؛ زادهٔ ۸ فوریهٔ ۲۰۰۰) مدل (شخص) اهل روسیه است.